# هالتر

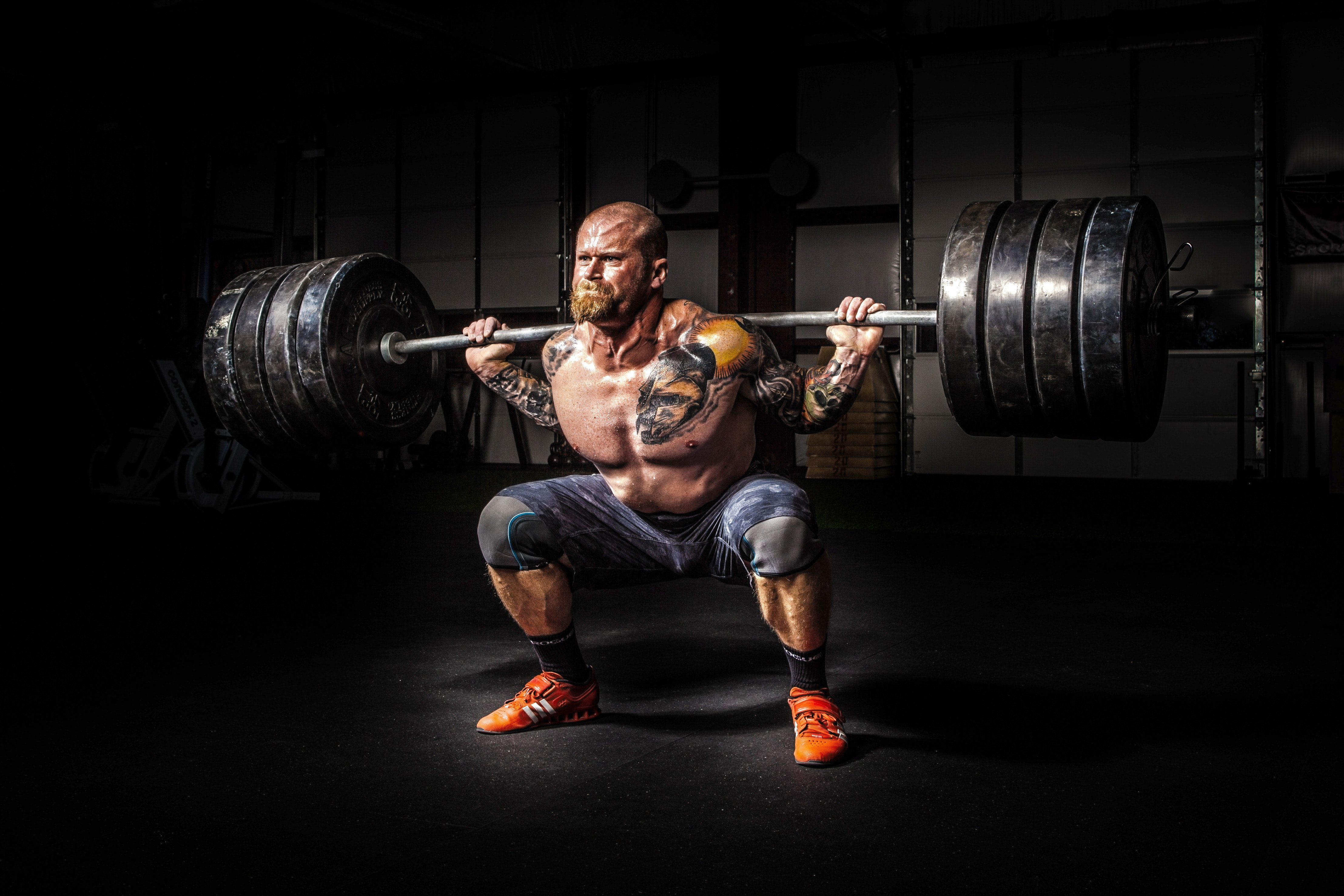
مردی در حال بلند کردن هالتری که در هر سویِ آن چهار وزنه قرار داده شده‌است.

هالتر یا میل‌وزنه (به فرانسوی: Haltère) یکی از تجهیزات ورزشی است که در تمرین با وزنه، بدن‌سازی، وزنه‌برداری، و پاورلیفتینگ استفاده می‌شود. هالتر متشکل از یک میله از جنس فولاد و معمولاً چند وزنه از جنس آهن است که به‌منظور کم و زیاد کردنِ وزن، می‌توان به آن وصل و از آن جدا کرد. استفاده از هالتر بعد از دستگاه‌ها به دلیل فشار یکنواخت و خطای کمتر نسبت به دمبل در افراد مبتدی بهتر است.

## واژه‌شناسی
واژهٔ «هالتر» از چند دهه پیش، از واژهٔ فرانسویِ haltère به‌معنی دمبل وارد زبان فارسی شده و جا افتاده‌است.

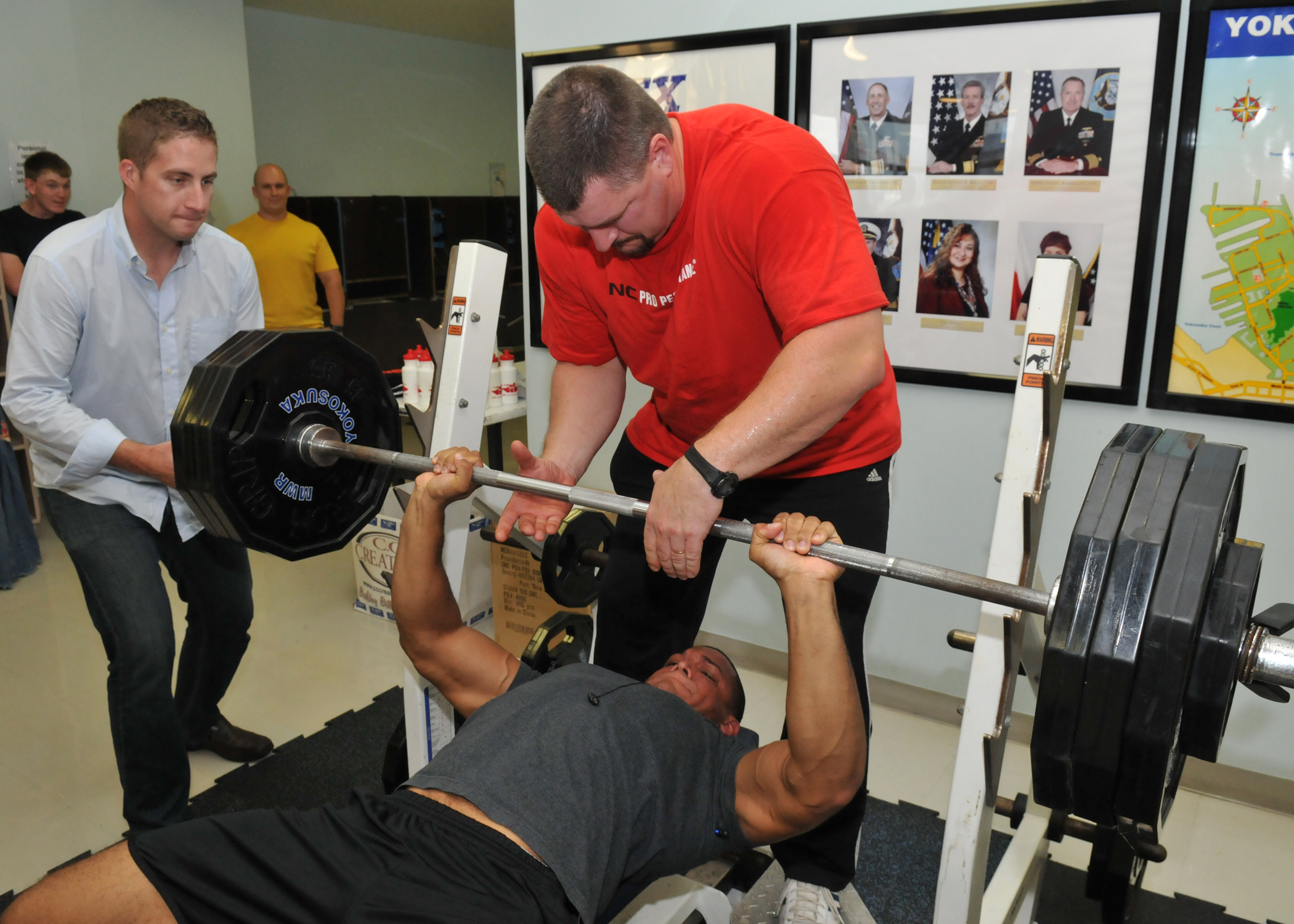
نمونه‌ای دیگر از هالتر